# Heyerkapel
De Heyerkapel is een kapel in buurtschap Hei in de Nederlandse gemeente Weert. De kapel staat onder twee lindebomen aan de Kapelstraat ten zuidwesten van het dorp Stramproy.
Op ongeveer 250 meter naar het noordoosten staat de Sint-Jobkapel en ongeveer 1500 meter naar het oosten de Klotjeskapel.
De kapel is gewijd aan de heilige Maria.

## Geschiedenis
In 1853 werd de kapel gebouwd en werd toen ook de Smeetskapel genoemd.

## Bouwwerk
De bakstenen kapel heeft aan de achterzijde een uitgebouwd koor en wordt gedekt door een zadeldak met leien. In de beide zijgevels bevinden zich elk twee rondboogvensters en in de zijgevels van het uitgebouwde koor elk een rond venster. Op de nok van de frontgevel staat een dakruiter met daarin een klokje en gedekt door een tentdak. In de frontgevel bevindt zich de rondboogvormige toegang die wordt afgesloten met een dubbele houten deur en erboven een timpaan met gedenksteen.